# Боротьба на Літній універсіаді 2013
Турнір із боротьби на літній Універсіаді 2013 пройшов з 7 по 16 липня 2013 року у Казані (Росія).

## Медальний залік
| Місце  | Країна               | Золото | Срібло | Бронза | Загалом |
| ------ | -------------------- | ------ | ------ | ------ | ------- |
| 1      | Росія (RUS)          | 12     | 3      | 2      | 17      |
| 2      | Японія (JPN)         | 3      | 0      | 3      | 6       |
| 3      | Азербайджан (AZE)    | 2      | 3      | 3      | 8       |
| 4      | Туреччина (TUR)      | 2      | 0      | 1      | 3       |
| 5      | Монголія (MGL)       | 1      | 2      | 2      | 5       |
| 6      | Румунія (ROU)        | 1      | 0      | 0      | 1       |
| 7      | Україна (UKR)        | 0      | 3      | 7      | 10      |
| 8      | Іран (IRI)           | 0      | 3      | 3      | 6       |
| 9      | Вірменія (ARM)       | 0      | 3      | 1      | 4       |
| 10     | США (USA)            | 0      | 2      | 2      | 4       |
| 11     | Киргизстан (KGZ)     | 0      | 1      | 1      | 2       |
| 11     | Молдова (MDA)        | 0      | 1      | 1      | 2       |
| 13     | Казахстан (KAZ)      | 0      | 0      | 5      | 5       |
| 14     | Білорусь (BLR)       | 0      | 0      | 3      | 3       |
| 15     | Канада (CAN)         | 0      | 0      | 2      | 2       |
| 15     | Грузія (GEO)         | 0      | 0      | 2      | 2       |
| 15     | Угорщина (HUN)       | 0      | 0      | 2      | 1       |
| 18     | Північна Корея (PRK) | 0      | 0      | 1      | 1       |
| 18     | Сербія (SRB)         | 0      | 0      | 1      | 1       |
| Всього | Всього               | 21     | 21     | 42     | 84      |

## Медалісти

### Чоловіки

#### Греко-римська боротьба
| Event     | Золото                           | Срібло                             | Бронза                               |
| --------- | -------------------------------- | ---------------------------------- | ------------------------------------ |
| до 55 кг  | Іван Татаринов · Росія (RUS)     | Віктор Чобану · Молдова (MDA)      | Шота Танокура · Японія (JPN)         |
| до 55 кг  | Іван Татаринов · Росія (RUS)     | Віктор Чобану · Молдова (MDA)      | Ельденіз Азізлі · Азербайджан (AZE)  |
| до 60 кг  | Іван Куйлаков · Росія (RUS)      | Камран Мамедов · Азербайджан (AZE) | Алмат Кебіспаєв · Казахстан (KAZ)    |
| до 60 кг  | Іван Куйлаков · Росія (RUS)      | Камран Мамедов · Азербайджан (AZE) | Торніке Туркішвілі · Грузія (GEO)    |
| до 66 кг  | Расул Чунаєв · Азербайджан (AZE) | Ісламбек Альбієв · Росія (RUS)     | Асхат Жанбіров · Казахстан (KAZ)     |
| до 66 кг  | Расул Чунаєв · Азербайджан (AZE) | Ісламбек Альбієв · Росія (RUS)     | Мугаммет Косатіназ · Туреччина (TUR) |
| до 74 кг  | Роман Власов · Росія (RUS)       | Хаді Алізаде · Іран (IRI)          | Арсен Джулфалакян · Вірменія (ARM)   |
| до 74 кг  | Роман Власов · Росія (RUS)       | Хаді Алізаде · Іран (IRI)          | Дмитро Пишков · Україна (UKR)        |
| до 84 кг  | Алан Хугаєв · Росія (RUS)        | Максим Манукян · Вірменія (ARM)    | Джавід Гамзатав · Білорусь (BLR)     |
| до 84 кг  | Алан Хугаєв · Росія (RUS)        | Максим Манукян · Вірменія (ARM)    | Жан Беленюк · Україна (UKR)          |
| до 96 кг  | Микита Мельников · Росія (RUS)   | Артур Алексанян · Вірменія (ARM)   | Міхейл Каджая · Грузія (GEO)         |
| до 96 кг  | Микита Мельников · Росія (RUS)   | Артур Алексанян · Вірменія (ARM)   | Махді Аліяріфейзабаді · Іран (IRI)   |
| до 120 кг | Риза Каяалп · Туреччина (TUR)    | Амір Алякбарі · Іран (IRI)         | Балін Лам · Угорщина (HUN)           |
| до 120 кг | Риза Каяалп · Туреччина (TUR)    | Амір Алякбарі · Іран (IRI)         | Нурмахан Тиналієв · Казахстан (KAZ)  |

#### Вільна боротьба
| Змагання  | Золото                            | Срібло                                 | Бронза                                   |
| --------- | --------------------------------- | -------------------------------------- | ---------------------------------------- |
| до 55 кг  | Наріман Ісрапілов · Росія (RUS)   | Самат Надирбек Уулу · Киргизстан (KGZ) | Фумітака Морішита · Японія (JPN)         |
| до 55 кг  | Наріман Ісрапілов · Росія (RUS)   | Самат Надирбек Уулу · Киргизстан (KGZ) | Бердах Прімбієв · Казахстан (KAZ)        |
| до 60 кг  | Бекхан Гойгереєв · Росія (RUS)    | Бегнам Ехсанпур · Іран (IRI)           | Василь Шуптар · Україна (UKR)            |
| до 60 кг  | Бекхан Гойгереєв · Росія (RUS)    | Бегнам Ехсанпур · Іран (IRI)           | Гаджі Алієв · Азербайджан (AZE)          |
| до 66 кг  | Магомед Курбаналієв · Росія (RUS) | Давид Сафарян · Вірменія (ARM)         | Ганзорігіїн Мандахнаран · Монголія (MGL) |
| до 66 кг  | Магомед Курбаналієв · Росія (RUS) | Давид Сафарян · Вірменія (ARM)         | Семен Радулов · Україна (UKR)            |
| до 74 кг  | Денис Царгуш · Росія (RUS)        | Джабраїл Гасанов · Азербайджан (AZE)   | Девід Тейлор III · США (USA)             |
| до 74 кг  | Денис Царгуш · Росія (RUS)        | Джабраїл Гасанов · Азербайджан (AZE)   | Ефендієв Заур · Сербія (SRB)             |
| до 84 кг  | Жоржита Стефан · Румунія (ROU)    | Шаміль Кудіямагомедов · Росія (RUS)    | Петро Янулов · Молдова (MDA)             |
| до 84 кг  | Жоржита Стефан · Румунія (ROU)    | Шаміль Кудіямагомедов · Росія (RUS)    | Могаммед Госсейн Могаммедян · Іран (IRI) |
| до 96 кг  | Абдусалам Гадісов · Росія (RUS)   | Павло Олійник · Україна (UKR)          | Худербулга Доржханд · Монголія (MGL)     |
| до 96 кг  | Абдусалам Гадісов · Росія (RUS)   | Павло Олійник · Україна (UKR)          | Аліхан Жумаєв · Казахстан (KAZ)          |
| до 120 кг | Таха Акгюль · Туреччина (TUR)     | Олександр Хоцянівський · Україна (UKR) | Парвіз Гаді · Іран (IRI)                 |
| до 120 кг | Таха Акгюль · Туреччина (TUR)     | Олександр Хоцянівський · Україна (UKR) | Тайрел Фортун · США (USA)                |

### Жінки

#### Вільна боротьба
| Event    | Золото                                   | Срібло                                 | Бронза                                |
| -------- | ---------------------------------------- | -------------------------------------- | ------------------------------------- |
| до 48 кг | Ері Тосака · Японія (JPN)                | Патімат Багомедова · Азербайджан (AZE) | Валерія Чепсаракова · Росія (RUS)     |
| до 48 кг | Ері Тосака · Японія (JPN)                | Патімат Багомедова · Азербайджан (AZE) | Марія Лівач · Україна (UKR)           |
| до 51 кг | Хікарі Сугавара · Японія (JPN)           | Сумія Ерденечімег · Монголія (MGL)     | Юлія Благиня · Україна (UKR)          |
| до 51 кг | Хікарі Сугавара · Японія (JPN)           | Сумія Ерденечімег · Монголія (MGL)     | Катерина Краснова · Росія (RUS)       |
| до 55 кг | Валерія Коблова · Росія (RUS)            | Ірина Гусяк · Україна (UKR)            | Канако Мурата · Японія (JPN)          |
| до 55 кг | Валерія Коблова · Росія (RUS)            | Ірина Гусяк · Україна (UKR)            | Хван Сун-Біол · Північна Корея (PRK)  |
| до 59 кг | Юлія Раткевич · Азербайджан (AZE)        | Еллісон Раган · США (USA)              | Айсулуу Тинибекова · Киргизстан (KGZ) |
| до 59 кг | Юлія Раткевич · Азербайджан (AZE)        | Еллісон Раган · США (USA)              | Емесе Барка · Угорщина (HUN)          |
| до 63 кг | Соронзонболдин Батцецег · Монголія (MGL) | Марія Люлькова · Росія (RUS)           | Ірина Нетреба · Азербайджан (AZE)     |
| до 63 кг | Соронзонболдин Батцецег · Монголія (MGL) | Марія Люлькова · Росія (RUS)           | Марія Мамашук · Білорусь (BLR)        |
| до 67 кг | Сара Дошо · Японія (JPN)                 | Очирбатин Насанбурмаа · Монголія (MGL) | Стейсі Анака · Канада (CAN)           |
| до 67 кг | Сара Дошо · Японія (JPN)                 | Очирбатин Насанбурмаа · Монголія (MGL) | Аліна Стадник · Україна (UKR)         |
| до 72 кг | Катерина Букіна · Росія (RUS)            | Бріттні Робертс · США (USA)            | Еріка Ваїб · Канада (CAN)             |
| до 72 кг | Катерина Букіна · Росія (RUS)            | Бріттні Робертс · США (USA)            | Галина Левченко · Білорусь (BLR)      |